# لوگوفسکویه (شهرستان کراسنوگورسکی، سرزمین آلتای)
لوگوفسکویه (به لاتین: Lugovoye) یک منطقهٔ مسکونی در روسیه است که در سرزمین آلتای واقع شده‌است.